# Dzień świra
Dzień świra es una película de comedia dramática polaca de 2002 sobre un día en la vida de Adaś Miauczyński, un profesor frustrado, divorciado y de mediana edad que sufre de TOC. Escrita y dirigida por Marek Koterski, la película está protagonizada por Marek Kondrat, Janina Traczykówna, Andrzej Grabowski, Michał Koterski, Joanna Sienkiewicz y Monika Donner-Trelińska. Es el sexto capítulo de una serie de nueve películas sobre el personaje Miauczyński. Cada historia muestra un aspecto o época diferente de su vida, a menudo con poca continuidad entre ellas.
Entre otros, Dzień świra obtuvo varios premios en los Premios del Cine Polaco de 2003: Kondrat ganó el premio al Mejor Actor en un Papel Protagónico y Koterski al Mejor Guion. En el 27.º Festival de Cine Polaco, Koterski recibió el León de Oro y el premio de la Asociación de Cineastas Polacos por su "representación creativa de la realidad"; Kondrat ganó el premio al Mejor Actor y Maria Chilarecka ganó por el sonido. La película recibió dos premios Eagle, al mejor papel protagonista masculino y al mejor guion. Además, Dzień świra recibió el Premio del Presidente de la Asociación de Cineastas Polacos.

## Reparto
- Marek Kondrat como Adaś Miauczyński
- Janina Traczykówna como la madre de Adaś
- Andrzej Grabowski como Rączka
- Michał Koterski como Sylwuś
- Joanna Sienkiewicz como la exesposa de Adaś
- Monika Donner-Trelińska como Ela